# Eichstätt

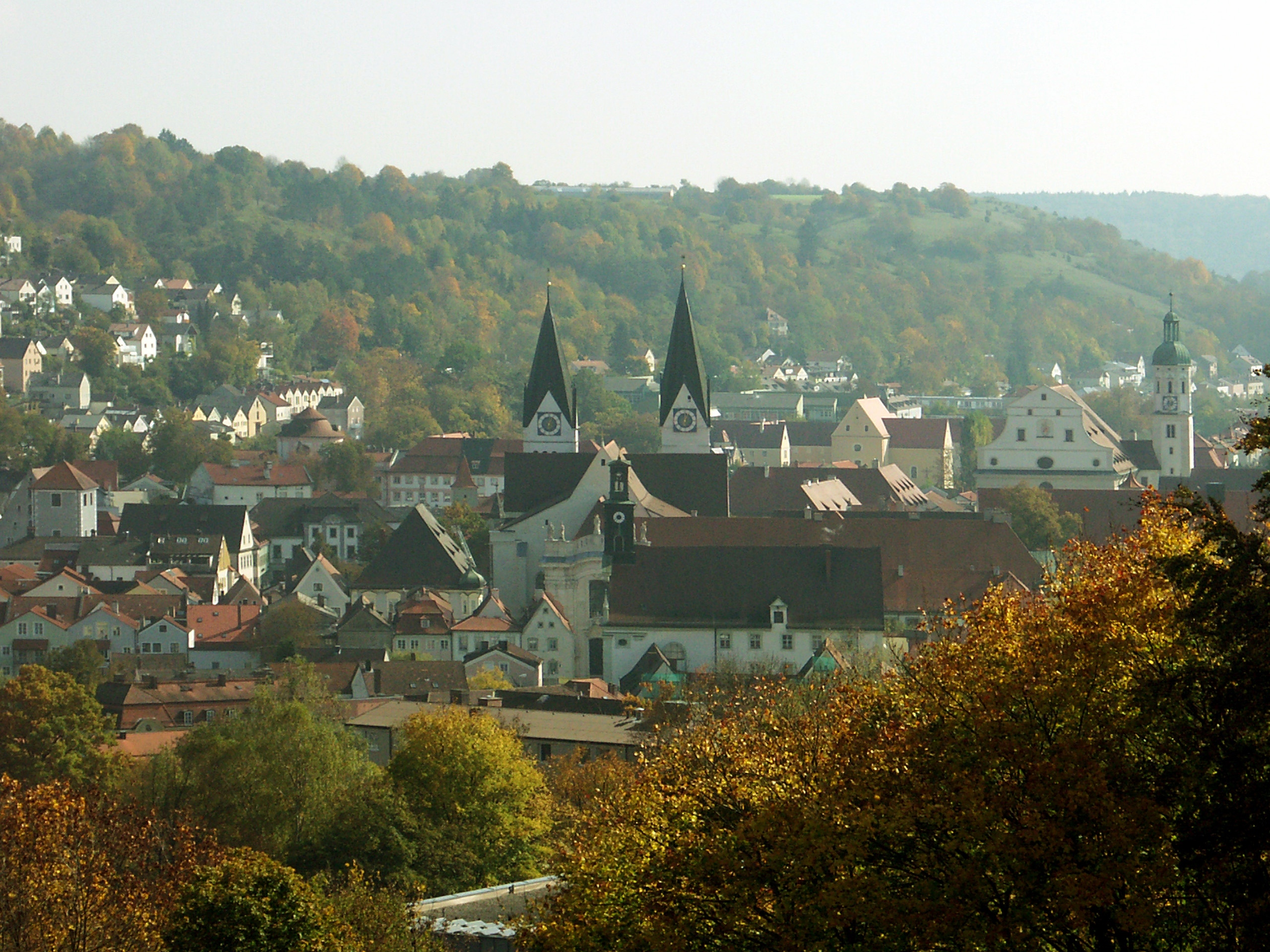
Vista d'Eichstätt

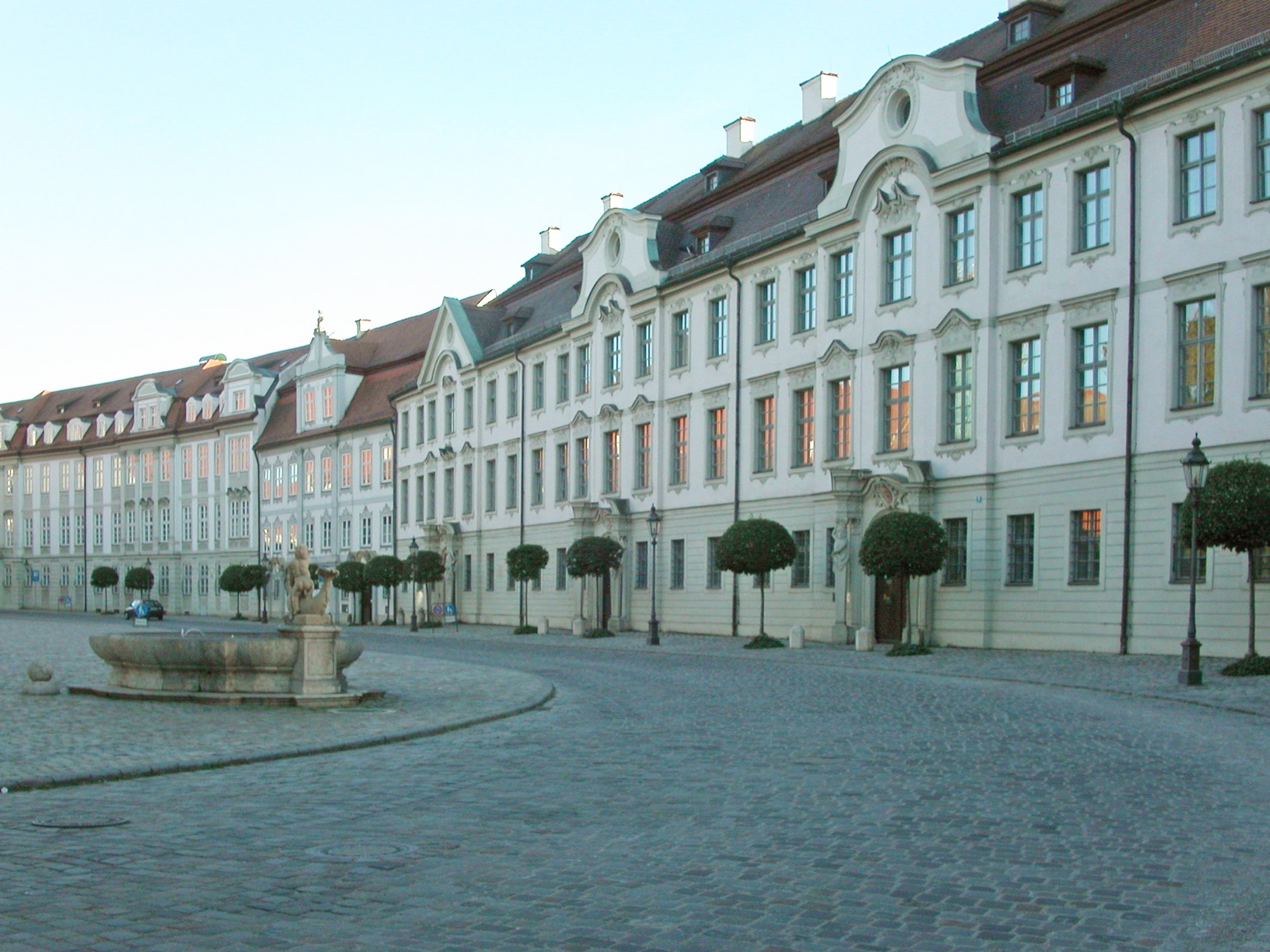
Residenzplatz al centre d'Eichstätt

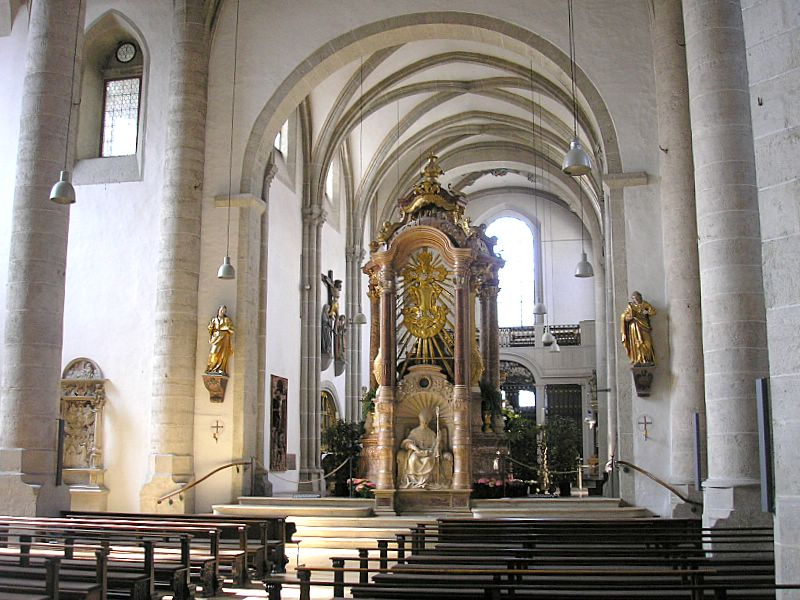
Catedral d'Eichstätt

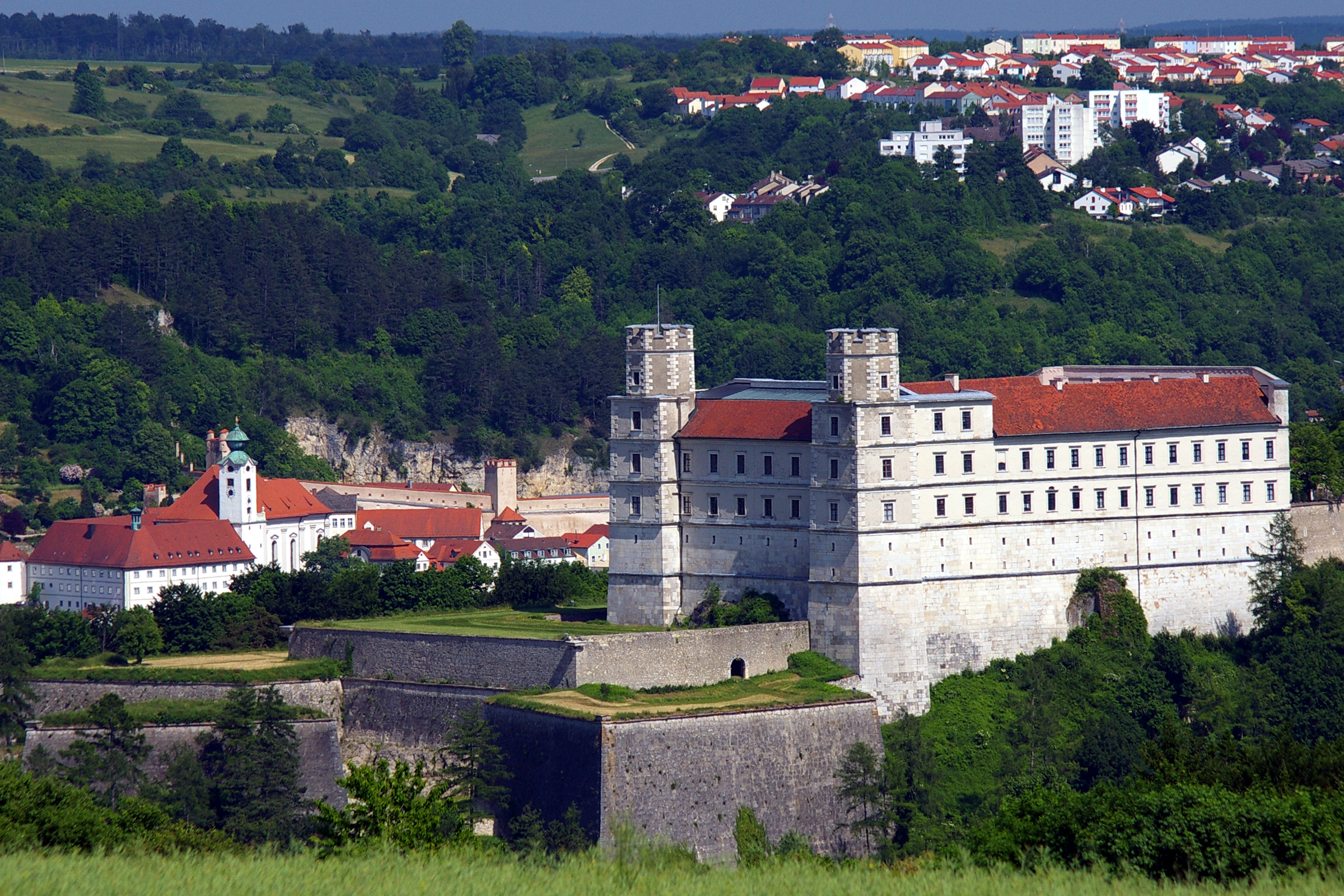
El Willibaldsburg sobre Eichstätt

Eichstätt, anteriorment anomenada Eichstädt o Aichstädt) és una població de Baviera, Alemanya i la capital del Districte d'Eichstätt. Es troba a la riba del riu Altmühl, a les coordenades 48° 53′ 30″ N, 11° 11′ 0″ E / 48.89167°N,11.18333°E, el 2002 tenia 13.078 habitants. És la seu de la Universitat Catòlica d'Eichstätt-Ingolstadt (Katholische Universität Eichstätt-Ingolstadt), l'única universitat catòlica d'Alemanya. La K-U va ser fundada l'any 1980.
Sant Willibald fundà el bisbat d'Eichstätt l'any 741.
Eichstätt és famós per les seves pedreres de Solnhofen Plattenkalk (pedra calcària del Juràssic) que conserva fòssils de l'Archaeopteryx trobats per Jakob Niemeyer. Hortus Eystettensis (Jardí d'Eichstätt) és el nom d'un important llibre sobre botànica publicat el 1613 per Basilius Besler.
A Eichstätt hi ha la fàbrica de cervesa Privatbrauerei Hofmühl, fundada el 1492.